# Мањак
Мањак је насеље у Србији у општини Владичин Хан у Пчињском округу. Према попису из 2022. било је 207 становника (према попису из 2011. било је 375 становника).

## Положај села
Село се налази на пространом планинском земљишту, које лежи на саставу потока Гарванице и Мутнице. Од њих настаје Џепска Река. Околна насеља су: Мачкатица, Дикава, Ружић, Љутеж, Мрковица-Гузевје, Лебет

## Воде, Земље и шуме
Мештани користе воду за пиће са извора. Познатији извори су: Петров Кладенац – у махали Селиште, Средњи Рид, Студенац – у махали Дупна Липа, Кладенче и др. Поједини крајеви атара носе ове називе: Седло, Станци, Рајна Гарина, Гумниште, Криви Присад, Шиљи Камен, Резбарци, Големи Рид, Радосињске Гарине, Староседелски Рид, Стране, Селиште, Црквиште, Старо Село, Острчавица, Зајчевица, Мечја Рупа, Бучје, Зајечева Ораница, Бегов Угар, Манастир у Лозиште.

## Тип села
Прелаз између Мањака и Мачкатице је неприметан. У Мањаку постоје седам махала. Зову се по родовима – Николинци, Анђелковци и Деда Илинци или по називу места где су основане – Трлиште, Селиште, Падина, Дупна Липа. Мањак је 1960. године имао 132 дома.

## Старине у селу
У Мањаку постоје старине и карактеристични називи. Они указују да је овде било становника у раније доба.
На саставу Гаравнице и Мутнице налази се узвишење. На његовом темену види се кружни зид грађен од камена. Местимично је висок метар изнад земље. Ово су свакако остаци тврђаве из које се штитио саобраћај у долинама поменутих потока.
Недалеко од тврђаве је место Манастир. То су рушевине неког храма. По остацима од зидова види се да је храм био дуг око 6 а широк око 5 m. Мештани Мањака наводе, да је ту био „стари српски манастир“. Код тог манастира раније су се мештани скупљали на дан Св. Јована.
У садашњем Мањаку постоје места Црквиште и Селиште. На месту Црквишту данас се виде слаби остаци од зидова. Прича се да је ту била нека црква око које је било старих гробова. Њих су уништили власници њива. Место Старо Село или Селиште је у североисточном делу Мањака.
На тромеђи између Мањака, Љутежа и Мрковице је потес Самоков. Он лежи у долини Мутнице. Тамо се виде остаци „згурије“. Мештани кажу да је у времену „када је радио самоков“ неки бег „придржавао“ у Дупној Липи – место звано Бегова Орница.

## Постанак села
Постоји предање и о постанку Мањака. Оно наводи да је село основано крајем XVIII века. Основао га је досељеник Петар Вардарац, досељен из неког места у Македонији.
Најстарији део Мањака представља махала Селиште, потом махала Падина. Најкасније су основане махале Деда Илинци и Дупна Липа – после 1878. године.
У Мањаку постоје три крста; по један у махалама Селиште, Николинци и Дупна Липа. У прве две махале заветина је Марковдан а у трећој Никољдан – пролећни.
У Мањаку су два гробља; једно је у Дупној Липи а друго близу махале Селиште.

## Демографија
У насељу Мањак живи 536 пунолетних становника, а просечна старост становништва износи 40,7 година (38,3 код мушкараца и 43,2 код жена). У насељу има 178 домаћинстава, а просечан број чланова по домаћинству је 3,60.
Ово насеље је великим делом насељено Србима (према попису из 2002. године), а у последња три пописа, примећен је пад у броју становника.
|  |

| Демографија | Демографија | Демографија |
| Година      | Становника  | Становника  |
| ----------- | ----------- | ----------- |
| 1948.       | 871         |             |
| 1953.       | 902         |             |
| 1961.       | 963         |             |
| 1971.       | 1.016       |             |
| 1981.       | 970         |             |
| 1991.       | 864         | 852         |
| 2002.       | 641         | 655         |
| 2011.       | 375         |             |
| 2022.       | 207         |             |

| Етнички састав према попису из 2002.‍ | Етнички састав према попису из 2002.‍ | Етнички састав према попису из 2002.‍ | Етнички састав према попису из 2002.‍ | Етнички састав према попису из 2002.‍ |
| ------------------------------------ | ------------------------------------ | ------------------------------------ | ------------------------------------ | ------------------------------------ |
|                                      |                                      |                                      |                                      |                                      |
| Срби                                 | Срби                                 |                                      | 638                                  | 99,53%                               |
| Украјинци                            | Украјинци                            |                                      | 1                                    | 0,15%                                |
| непознато                            | непознато                            |                                      | 0                                    | 0,0%                                 |

| Година пописа     | 1948. | 1953. | 1961. | 1971. | 1981. | 1991. | 2002. |
| ----------------- | ----- | ----- | ----- | ----- | ----- | ----- | ----- |
| Број домаћинстава | 127   | 133   | 152   | 197   | 210   | 194   | 178   |

| Број чланова      | 1  | 2  | 3  | 4  | 5  | 6  | 7 | 8 | 9 | 10 и више | Просек |
| ----------------- | -- | -- | -- | -- | -- | -- | - | - | - | --------- | ------ |
| Број домаћинстава | 19 | 48 | 27 | 23 | 31 | 19 | 6 | 3 | 2 | 0         | 3,60   |

| Пол    | Укупно | Неожењен/Неудата | Ожењен/Удата | Удовац/Удовица | Разведен/Разведена | Непознато |
| ------ | ------ | ---------------- | ------------ | -------------- | ------------------ | --------- |
| Мушки  | 285    | 89               | 175          | 18             | 3                  | 0         |
| Женски | 267    | 34               | 179          | 48             | 6                  | 0         |
| УКУПНО | 552    | 123              | 354          | 66             | 9                  | 0         |

| Пол    | Укупно                    | Пољопривреда, лов и шумарство | Рибарство                            | Вађење руде и камена | Прерађивачка индустрија       |
| ------ | ------------------------- | ----------------------------- | ------------------------------------ | -------------------- | ----------------------------- |
| Мушки  | 104                       | 6                             | 0                                    | 0                    | 3                             |
| Женски | 14                        | 6                             | 0                                    | 0                    | 3                             |
| УКУПНО | 118                       | 12                            | 0                                    | 0                    | 6                             |
| Пол    | Производња и снабдевање   | Грађевинарство                | Трговина                             | Хотели и ресторани   | Саобраћај, складиштење и везе |
| Мушки  | 1                         | 75                            | 3                                    | 1                    | 0                             |
| Женски | 1                         | 0                             | 2                                    | 0                    | 0                             |
| УКУПНО | 2                         | 75                            | 5                                    | 1                    | 0                             |
| Пол    | Финансијско посредовање   | Некретнине                    | Државна управа и одбрана             | Образовање           | Здравствени и социјални рад   |
| Мушки  | 0                         | 0                             | 3                                    | 1                    | 1                             |
| Женски | 0                         | 0                             | 0                                    | 2                    | 0                             |
| УКУПНО | 0                         | 0                             | 3                                    | 3                    | 1                             |
| Пол    | Остале услужне активности | Приватна домаћинства          | Екстериторијалне организације и тела | Непознато            | Непознато                     |
| Мушки  | 0                         | 0                             | 0                                    | 10                   | 10                            |
| Женски | 0                         | 0                             | 0                                    | 0                    | 0                             |
| УКУПНО | 0                         | 0                             | 0                                    | 10                   | 10                            |